# Adam Paige
Adam John Paige (* 3. Februar 2000 in Surrey, British Columbia) ist ein kanadischer Basketballspieler.

## Laufbahn
Paige aus White Rock in der Provinz British Columbia spielte als Schüler Basketball an der Semiahmoo High School. 2018 nahm er an der University of Alberta ein Hochschulstudium auf und wurde Mitglied der Basketballmannschaft. Paige spielte bis 2024 für Alberta, kam in seiner Abschlusssaison 2023/24 auf Mittelwerte von 16 Punkten und 6,8 Rebounds je Begegnung. Außerhalb der Spielzeiten im kanadischen Hochschulsport kam Paige 2021 und 2022 in der kanadischen Profiliga CEBL für die Fraser Valley Bandits zum Einsatz. 2022 nahm er als Mitglied der kanadischen Mannschaft in der Spielart 3x3 an den Commonwealthspielen in Birmingham teil.
In der Sommerpause 2024 war Paige der erste Neuzugang des deutschen Zweitligisten Dresden Titans. Er bestritt nur zwei Ligaspiele für die Sachsen, anschließend kam es zur Trennung. Ende Oktober 2024 wurde der Kanadier vom deutschen Drittligaverein Itzehoe Eagles verpflichtet. Paige war in der Saison 2024/25 mit 19,8 Punkten und 8 Rebounds je Begegnung Itzehoes bester Spieler in beiden statistischen Wertungen. Im Sommer 2025 wechselte er zum Zweitligaaufsteiger RheinStars Köln.